# Eggstone in San Diego
Eggstone in San Diego är popgruppen Eggstones debutalbum, utgivet 1992. Det producerades av Tore Johansson. Albumet är utgivet på skivbolaget Snap Records. Skivan rankades av Sonic Magazine i juni 2013 som det 39:e bästa svenska albumet någonsin.

## Låtlista
1. "Ooh Ooh Ma Ma Mine" - 4:13
2. "Shooting Time" - 3:29
3. "Those Words" - 3:42
4. "Sun King" - 3:31
5. "Have You Seen Mary" - 2:33
6. "Suffocation at Sea" - 3:36
7. "Wrong Heaven" - 3:46
8. "Go Back" - 3:23
9. "Can't Come Close Enough" - 3:32
10. "If You Say" - 2:27
11. "Beach Boy" - 3:37
12. "She's Perfect" - 4:27
13. "See the Good Things" - 4:10

### Bonusspår på den japanska utgåvan
1. "My Trumpets" - 3:09
2. "Doesn't Matter" - 3:10

### Fotnoter
1. ↑  Sonic #69, sommaren 2013